# نخر مبرمج
النخر المبرمج (necroptosis) هو شكل مبرمج من النخر، أو موت الخلايا الالتهابي.تقليديا، يرتبط النخر بموت الخلايا غير المبرمج الناتج عن التلف الخلوي أو التسلل من قبل مسببات الأمراض، على عكس الموت الخلوي المنظم والمبرمج عن طريق الاستماتة. أظهر اكتشاف النخر المبرمج أن الخلايا يمكنها تنفيذ النخر بطريقة مبرمجة وأن موت الخلايا المبرمج ليس دائمًا الشكل المفضل لموت الخلايا.
علاوة على ذلك، فإن الطبيعة المناعية للنخر المبرمج تفضل مشاركتها في ظروف معينة, مثل المساعدة في الدفاع ضد مسببات الأمراض من قبل جهاز المناعة.  يُعرَّف النخر المبرمج على أنه آلية دفاع فيروسي، مما يسمح للخلية بالخضوع "للانتحار الخلوي" بطريقة مستقلة عن كاسييز في وجود مثبطات كاسبيز الفيروسية لتقييد تكاثر الفيروس.  بالإضافة إلى كونه استجابة للمرض، فقد تم وصف النخر المبرمج أيضًا بأنه أحد مكونات الأمراض الالتهابية مثل داء كرون والتهاب البنكرياس واحتشاء عضلة القلب.

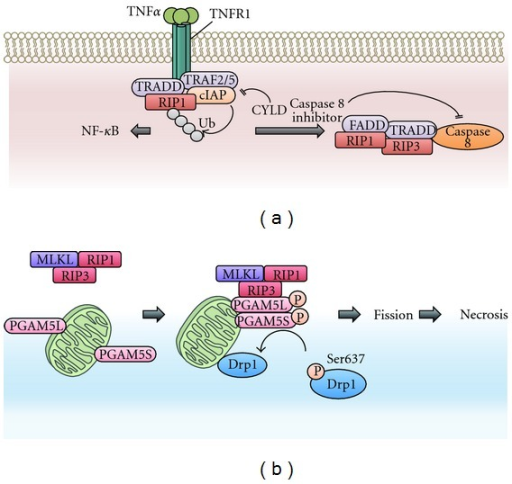
مسار تأشير النخر المبرمج